# 金森掃部
金森 掃部（かなもり かもん、天正18年（1590年）？‐没年不明、または生没年不詳）は、安土桃山時代から江戸時代前期の武将。
名前は不明。出生および生涯に関して２説ある。

## 略歴・1
『土屋知貞私記』には掃部が25歳で大坂の陣に参加したとある。但し金森氏家系図に該当なし。
金森可重の子と伝わる。金森宗和は兄、重頼は弟に当たる。（身分の扱い上、重頼の弟にされている。）
母の身分が低かったため、興惣次郎という町人に育てられる。
慶長19年（1614年）の大坂の陣で豊臣方に参戦。父・可重らと対峙する。
大阪城落城後の消息は不明。

## 略歴・２
信憑性は確かではないが、『飛騨編年史要』に本家からの絶縁経緯がみられる。金森氏家系図にも該当。但し年齢は全くもって不明。
金森長近の兄、政近の嫡男として誕生。
名は一吉、掃部介。別名に金森掃部介可憲（かなもりかもんのすけありのり）。弟に金森主殿義隆。
豊臣秀吉に仕えて、関ヶ原の戦いでは、西軍に属した。
この際三木氏の残党とともに飛騨に侵入したため、金森可重に絶縁状を出され、飛騨を退去した。
大坂の陣にも豊臣方で参戦。（夏の陣で参戦は見られるが、冬の陣は不明。）
和睦後、城を退去して尾張徳川家に仕えた。